# Реґули
Реґули (пол. Reguły) — село в Польщі, у гміні Міхаловіце Прушковського повіту Мазовецького воєводства.
Населення — 1702 особи (2011).
У 1975-1998 роках село належало до Варшавського воєводства.

## Демографія
Демографічна структура станом на 31 березня 2011 року:
|          | Загалом | Допрацездатний вік | Працездатний вік | Постпрацездатний вік |
| -------- | ------- | ------------------ | ---------------- | -------------------- |
| Чоловіки | 826     | 176                | 581              | 69                   |
| Жінки    | 876     | 188                | 559              | 129                  |
| Разом    | 1702    | 364                | 1140             | 198                  |